# Klöstersjötjärnen
Klöstersjötjärnen är en sjö i Bodens kommun i Norrbotten och ingår i Alterälvens huvudavrinningsområde.